# 龙洞站 (北韩)
龍洞站是朝鮮咸鏡北道化城郡龍洞里的一個鐵路車站，属于平罗线。

## 邻近车站
平羅線
上龍田站 - 龍洞站 - 三鄉站